# De Lusthoven

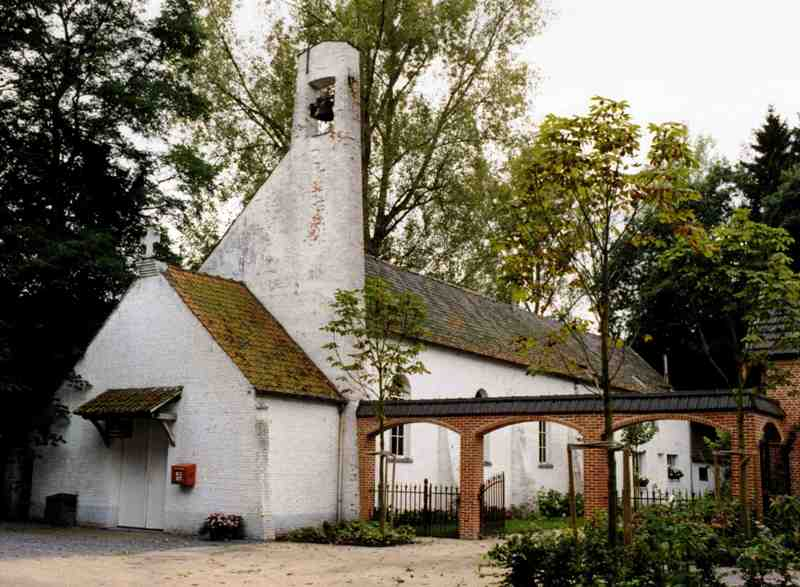
Kapel van de Lusthoven

De Lusthoven is een afgelegen buurtschap in de Antwerpse gemeente Arendonk.
Deze buurtschap ligt aan de weg van Arendonk naar Ravels, direct ten noorden van het Kanaal Dessel-Turnhout-Schoten. Deze weg werd in het 4e kwart van de 19e eeuw aangelegd en werd pas in 1903 van een wegdek met kasseien voorzien.
In deze plaats werden enkele kasteeltjes gebouwd en zo kwam de buurtschap aan zijn naam, die pas in 1937 officieel werd. Belangrijke lusthoven waren of zijn Kasteel Ter Hoge Heide en Kasteel Tip. Daarnaast zijn enkele villa's te vinden, waaronder Villa Meerhoef.
In 1951 werd hier een hulpkerkje, de Kapel van de Lusthoven, opgericht. Andere kapellen zijn de Kapel van Kruisberg en de Kapel van de Hoge Heide.
Ten oosten van De Lusthoven strekt zich het bosgebied Hoge Vijvers uit.